# 샤토티에리 아롱디스망
샤토티에리 아롱디스망(프랑스어: Arrondissement de Château-Thierry)은 오드프랑스 레지옹의 엔 데파르트망에 있는 프랑스의 아롱디스망이다. 7개의 캉통과 108개의 코뮌이 있다.

## 행정 구역

### 캉통
샤토티에리 아롱디스망에 속해 있는 캉통은 다음과 같다. 2015년에 개편되었다.
1. 샤토티에리 캉통
2. 에솜쉬르마른 캉통
3. 페랑타르드누아 캉통 (일부)
4. 빌레르코트레 캉통 (일부)

### 코뮌
샤토티에리 아롱디스망에 속해 있는 코뮌과 INSEE 코드는 다음과 같다. 2017년에 108개 코뮌으로 개편되었다.
1. 아르망티에르쉬르우르크 (02023)
2. 아지쉬르마른 (02042)
3. 바지쉬르마른 (02051)
4. 벨로 (02062)
5. 뵈바르드 (02083)
6. 블렘 (02094)
7. 보니 (02098)
8. 본발링 (02099)
9. 부르슈 (02105)
10. 브라레 (02114)
11. 브레시 (02119)
12. 브뤼예르쉬르페르 (02127)
13. 뷔시아르 (02137)
14. 베쥐생제르맹 (02085)
15. 셀레콩데 (02146)
16. 라샤펠쉬르셰지 (02162)
17. 샤를리쉬르마른 (02163)
18. 르샤르멜 (02164)
19. 샤르테브 (02166)
20. 샤토티에리 (02168)
21. 셰지앙오르수아 (02185)
22. 셰지쉬르마른 (02186)
23. 시에리 (02187)
24. 슈이 (02192)
25. 시에르주 (02193)
26. 쿠앙시 (02203)
27. 콩데앙브리 (02209)
28. 코니지 (02213)
29. 쿨롱주코앙 (02220)
30. 쿠프뤼 (02221)
31. 쿠르부앵 (02223)
32. 쿠르샹 (02225)
33. 쿠르몽 (02227)
34. 쿠르트몽바렌 (02228)
35. 크레장시 (02239)
36. 라크루아쉬르우르크 (02241)
37. 크루트쉬르마른 (02242)
38. 다마르 (02258)
39. 뒤이제모랭앙브리 (02458)
40. 동탱 (02268)
41. 드라브니 (02271)
42. 에포베쥐 (02279)
43. 에피에 (02280)
44. 레핀오부아 (02281)
45. 에시스 (02289)
46. 에솜쉬르마른 (02290)
47. 에탕프쉬르마른 (02292)
48. 에트레피이 (02297)
49. 페르앙타르드누아 (02305)
50. 라페르테밀롱 (02307)
51. 포소이 (02328)
52. 프렌장타르드누아 (02332)
53. 강델뤼 (02339)
54. 글랑 (02347)
55. 구상쿠르 (02351)
56. 그리솔 (02356)
57. 오트벤 (02375)
58. 졸곤 (02389)
59. 라티이 (02411)
60. 리시클리뇽 (02428)
61. 루페이뉴 (02442)
62. 뤼시르보카주 (02443)
63. 마코니 (02449)
64. 마뢰일랑돌 (02462)
65. 마리니앙오르수아 (02465)
66. 마리지생마르 (02467)
67. 마리지갱트주느비에브 (02466)
68. 메지물랭 (02484)
69. 몬 (02496)
70. 몽생페르 (02524)
71. 몽코퐁 (02505)
72. 몽티에 (02509)
73. 몽튀렐 (02510)
74. 몽티니랄리에 (02512)
75. 몽티니레콩데 (02515)
76. 몽르봉 (02518)
77. 몽트뢰일로리옹 (02521)
78. 낭퇴이노트르담 (02538)
79. 넬라몽타뉴 (02540)
80. 뇌이생프롱 (02543)
81. 노장라르토 (02555)
82. 노장텔 (02554)
83. 파르니라뒤 (02590)
84. 파시앙발루아 (02594)
85. 파시쉬르마른 (02595)
86. 파방 (02596)
87. 프리즈 (02622)
88. 뢰이소비니 (02645)
89. 로쿠르생마르탱 (02649)
90. 로므니쉬르마른 (02653)
91. 롱셰르 (02655)
92. 로제생탈뱅 (02662)
93. 로즈와이벨발 (02664)
94. 생퇴젠 (02677)
95. 생장굴프 (02679)
96. 사포네 (02699)
97. 솔셰리 (02701)
98. 세르지 (02712)
99. 세랭주제넬 (02713)
100. 시이라포테리 (02718)
101. 솜랑 (02724)
102. 토르시앙발루아 (02744)
103. 트렐루쉬르마른 (02748)
104. 트로엔 (02749)
105. 발레장샹파뉴 (02053)
106. 방디에르 (02777)
107. 베르디이 (02781)
108. 뵈이라포트리 (02792)
109. 베지이 (02794)
110. 비셸낭퇴이 (02796)
111. 비엘메종 (02798)
112. 비포르 (02800)
113. 빌뇌브쉬르페르 (02806)
114. 빌레르자그롱에귀지 (02809)
115. 빌레르쉬르페르 (02816)
116. 빌리에르생드니 (02818)